# 三省堂現代新国語辞典
『三省堂現代新国語辞典』（さんせいどうげんだいしんこくごじてん）は、三省堂が出版する小型国語辞典である。略称は『三現新』（さんげんしん）、『現新国』（げんしんこく）。最新版は2023年に発売された第7版。

## 特徴
「唯一の高校国語密着型辞書」を自称しており、最新の教科書や入試問題などを調査した上で語句・語義を採録している。類義語の比較が詳しいこと、人名や作品名といった百科項目も充実していることなどが大きな特徴である。一般語に関しては『三省堂国語辞典』と立項の傾向が近く、新語や新用法、既存の辞書において見逃されてきた語義を積極的に取り入れることで知られている。新潮現代国語辞典と同じく出典書籍を明示する方針を取っているが、新潮と違い語釈に出典は書かれていない。

## 成立
『三省堂国語辞典』をベースとした学習辞典として、1988年に『三省堂現代国語辞典』として成立した。1998年に現在の書名『三省堂現代新国語辞典』に改題。初代主幹を市川孝、編集顧問を見坊豪紀が務めた。第5版より小野正弘が主幹。
当初のターゲットは「小学校の高学年から、中学生・高校生、さらに一般社会人まで」とされていたが、1998年の『三省堂現代新国語辞典』初版で「中学生・高校生から一般社会人まで」と改められ、小野正弘が主幹となった第5版以降は「わけても、高校生」と高校生を対象とすることが明確に打ち出されている。

## 編集委員

### 三省堂現代国語辞典
- 初版…市川孝（主幹）、見坊豪紀、金田弘、進藤咲子、西尾寅弥
- 第2版…市川孝（主幹）、見坊豪紀、金田弘、進藤咲子、西尾寅弥

### 三省堂現代新国語辞典
- 初版…市川孝（主幹）、見坊豪紀、金田弘、進藤咲子、西尾寅弥
- 第2版…市川孝（主幹）、見坊豪紀、金田弘、進藤咲子、西尾寅弥
- 第3版…市川孝（主幹）、見坊豪紀、遠藤織枝、進藤咲子、西尾寅弥
- 第4版…市川孝（主幹）、見坊豪紀、遠藤織枝、高橋みどり、小野正弘、飯間浩明
- 第5版…小野正弘（主幹）、市川孝、見坊豪紀、飯間浩明、中里理子、鳴海伸一、関口祐未
- 第6版…小野正弘（主幹）、市川孝、見坊豪紀、飯間浩明、中里理子、鳴海伸一、関口祐未
- 第7版…小野正弘（主幹）、市川孝、見坊豪紀、飯間浩明、中里理子、鳴海伸一、関口祐未

## 改訂履歴

### 三省堂現代国語辞典
- 1988年11月20日…初版発行
- 1992年11月10日…第2版発行

### 三省堂現代新国語辞典
- 1998年11月20日…改題し改訂版発行
- 2004年1月10日…第2版発行
- 2007年11月10日…第3版発行
- 2011年2月25日…第4版発行
- 2015年1月10日…第5版発行
- 2019年1月10日…第6版発行
- 2024年1月10日…第7版発行

## 第6版
2018年10月16日（辞書の日）に発売され、多くのネットスラングが立項されていることから、SNSやメディアを中心に「ヤバい辞書」として話題になった。「笑い」の意味で使われる「草」、趣味にのめり込んだ状態を言う「沼」などが代表例である。また「恋」「恋愛」「性」といった項目は、男女のしばりがなくなった上、文面も工夫されている。